# Novembre 1995

## Faits marquants
- 4 novembre : assassinat de Yitzhak Rabin, militaire et homme politique israélien [1].

- 6 novembre, Madagascar : incendie du Rova Majakamiadana, affectueusement appelé "Palais de Reine" par les Malagasy.

- 7 novembre, France : instauration du deuxième gouvernement Alain Juppé.

- 10 novembre, Nigéria : exécution de Ken Saro-Wiwa, chef de file du Mouvement pour la survie du peuple Ogoni (MOSOP).

- 12 novembre (Formule 1) : Grand Prix automobile d'Australie.

- 15 novembre, France : annonce du « plan Juppé » sur les retraites et la sécurité sociale. Celui-ci provoque d'importants mouvements sociaux.

- 19 novembre : Aleksander Kwaśniewski est élu président de la République de Pologne.

- 22 novembre : Colin McRae remporte le championnat du monde des rallyes sur une Subaru.

## Naissances
- 1er novembre : Dmytro Kotsioubaïlo, militaire ukrainien († 7 mars 2023).
- 3 novembre : 
  - Kendall Jenner, mannequin et personnalité de la télévision américaine.
  - Kelly Catlin, coureuse cycliste américaine († 8 mars 2019).
- 5 novembre : Léo Legrand, comédien français.
- 9 novembre : Bouma Ferimata Coulibaly, taekwondoïste ivoirienne
- 16 novembre : Noah Gray-Cabey, acteur américain.
- 20 novembre : Theo Bongonda, footballeur belge et congolais.
- 22 novembre : 
  - Katherine McNamara, chanteuse et actrice américaine.
  - Timothy Cheruiyot, athlète kenyan.
- 28 novembre : SDM (rappeur), rappeur français
- 29 novembre : 
  - Laura Marano, chanteuse et actrice américaine
  - Jérémie Nouar, boxeur français.
- 30 novembre : Najwa Dassalm, gymnaste artistique marocaine.
- 30 novembre : Alexandre Pirard, citoyen belge.

## Décès
- 3 novembre : Mario Revollo Bravo, cardinal italien, archevêque de Bogota (° 15 juin 1919).
- 4 novembre :
  - Gilles Deleuze, philosophe français, met fin à ses jours.
  - Yitzhak Rabin, Premier ministre israélien, assassiné.
- 5 novembre : décès d'Ernest Gellner, philosophe, anthropologue et sociologue d'origine tchèque
- 17 novembre : Salvatore Martirano, compositeur américain (° 12 janvier 1927).
- 20 novembre : Sergueï Grinkov, patineur artistique russe (°4 février 1967).
- 21 novembre : 
  - Peter Grant, manager du groupe Led Zeppelin.
  - Edouard Lizop, militant catholique français (° 25 juillet 1917).
- 22 novembre : Ginés Cartagena, rejoneador espagnol (° 19 septembre 1968).
- 23 novembre : Louis Malle, réalisateur français.
- 24 novembre : 
  - Dominic Ignatius Ekandem, cardinal nigérian, évêque d'Abuja (° 1917).
  - Jeffrey Lynn, acteur américain (° 16 février 1909).
- 25 novembre : Léon Zitrone, présentateur français.